# Фрозини, Антонио Мария
Антонио Мария Фрозини (итал. Antonio Maria Frosini; 8 сентября 1751, Модена, Моденское герцогство — 8 июля 1834, Рим, Папская область) — итальянский куриальный кардинал. Губернатор Кастель-Гандольфо, Префект Дома Его Святейшества и Префект Апостольского дворца с 1 октября 1817 по 10 марта 1823. Префект Священной Конгрегации индульгенций и священных реликвий с 1 октября 1826 по 8 июля 1834. Камерленго Священной Коллегии кардиналов с 9 апреля 1827 по 28 января 1828. Кардинал-дьякон с 10 марта 1823, с титулярной диаконией Санта-Мария-ин-Космедин с 16 мая 1823 по 8 июля 1834.  